# شهرستان الحالی
ناحیهٔ الحالی (به عربی: مدیریة الحالی) یک ناحیه در یمن است که در استان حدیده واقع شده‌است.

## خصوصیات
ناحیهٔ الحالی ۱۶۸٬۰۷۱ نفر جمعیت دارد.